# Protaetia minshanensis
Protaetia minshanensis är en skalbaggsart som beskrevs av Alexis och Delpont 1996. Protaetia minshanensis ingår i släktet Protaetia och familjen Cetoniidae. Inga underarter finns listade i Catalogue of Life.